# 卢瓦尔河畔圣欧班
卢瓦尔河畔圣欧班（法語：Saint-Aubin-sur-Loire，法語發音：[sɛ̃.t‿obɛ̃ syʁ lwaʁ]）是法国索恩-卢瓦尔省的一个市镇，属于沙罗勒区。

## 地理
卢瓦尔河畔圣欧班（46°34'9"N, 3°44'40"E）面积10.86 平方千米，位于法国勃艮第-弗朗什-孔泰大區索恩-卢瓦尔省，该省份为法国中部省份，北起顺时针与科多尔省、汝拉省、安省、罗讷省、卢瓦尔省、阿列省和涅夫勒省接壤。
与卢瓦尔河畔圣欧班接壤的市镇（或旧市镇、城区）包括：博隆、迪乌、贝布尔河畔栋皮埃尔、波旁朗西、卢瓦尔河畔日利。

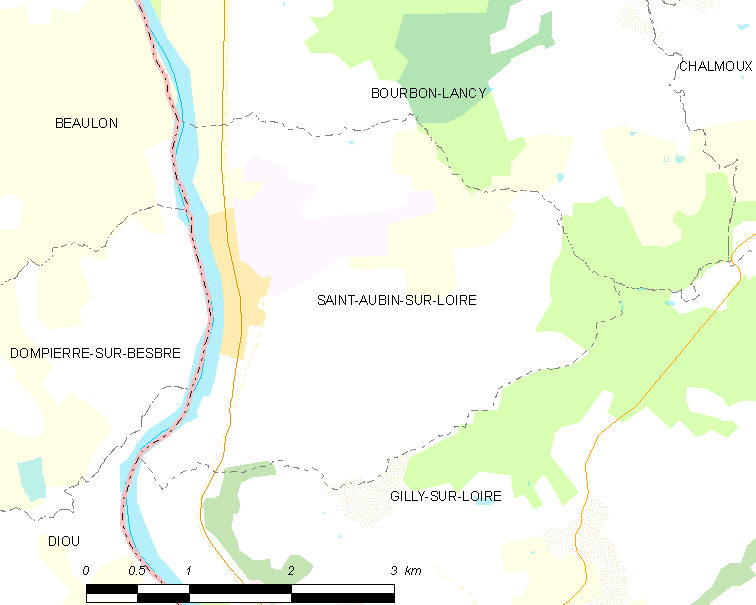
卢瓦尔河畔圣欧班的OSM定位图

卢瓦尔河畔圣欧班的时区为UTC+01:00、UTC+02:00（夏令时）。

## 行政
卢瓦尔河畔圣欧班的邮政编码为71140，INSEE市镇编码为71389。

## 政治
卢瓦尔河畔圣欧班所属的省级选区为迪关县。

## 人口

1962-2008年间卢瓦尔河畔圣欧班人口变化图示

卢瓦尔河畔圣欧班于2022年1月1日时的人口数量为267人。